# جامعة ولاية آيوا
جامعة ولاية آيوا للعلوم والتقنية (بالإنجليزية: Iowa State University of Science and Technology)‏، وتعرف على نطاق أوسع باسم جامعة ولاية آيوا (بالإنجليزية: Iowa State University، وتختصر إلى: ISU) هي جامعة بحثية عامة تقع في إيمس بولاية آيوا الأمريكية. تخرج فيها عدد من رواد الفضاء والعلماء وحائزي جائزتي نوبل وبوليتزر، وغيرهم من الأسماء البارزة في مجالات مختلفة. ظلت حتى عام 1959 تحمل اسم كلية ولاية آيوا للزراعة والفنون الميكانيكية. قد يخلط البعض بينها وبين جامعة آيوا.
تأسست الجامعة سنة 1858، ودرست بها الفتيات جنبًا إلى جنب مع الفتيان منذ تأسيسها. تصنف ضمن الفئة RU/VH من الجامعات البحثية (نشاط بحثي مرتفع للغاية) وفقًا لتصنيف كارنيجي لمؤسسات التعليم العالي، وهي من الجامعات الأعضاء في كل من رابطة الجامعات الأمريكية والرابطة البحثية للجامعات ومؤتمر الإثنى عشر الكبار.
تبرز جامعة ولاية آيوا في مجالات الزراعة والهندسة والاقتصاد المنزلي، وقد تأسست فيها أول مدرسة للطب البيطري في الولايات المتحدة سنة 1879، كما تأسس المختبر الإحصائي بها سنة 1933، وهو المختبر الذي كان ـ وظل ـ أول معهد بحثي واستشاري من نوعه في الولايات المتحدة الأمريكية.

## مشاهير الخريجين والأساتذة

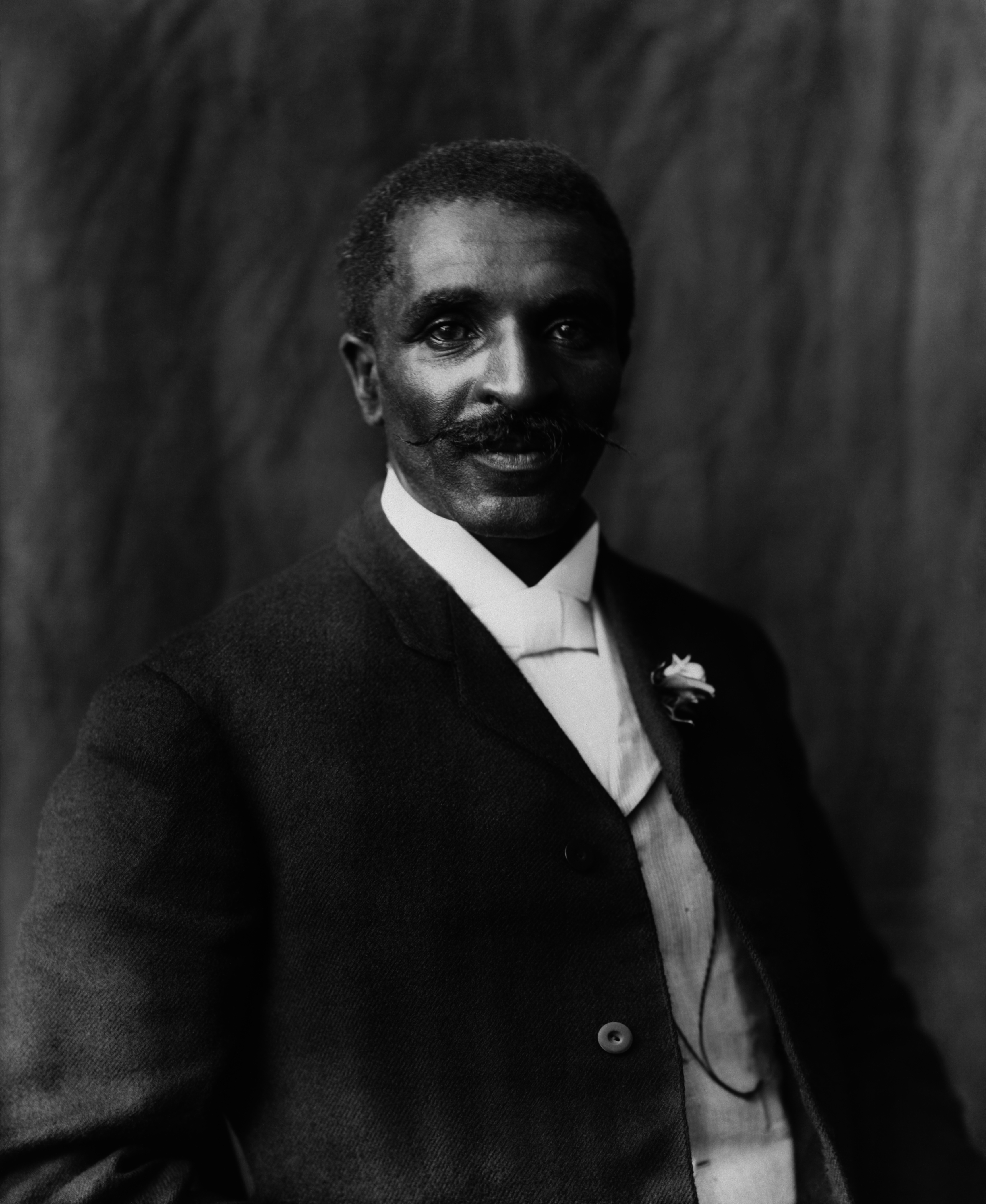
جورج واشنطن كارفر، أول طالب وأستاذ أسود بجامعة ولاية آيوا

تضم قائمة خريجي الجامعة رواد فضاء وعلماء وحائزين على جائزتي نوبل وبوليتزر ورجال دولة وأكاديميين ورؤساء شركات ومستثمرين ورياضيين وممثلين سينمائيين وتلفزيونيين والعديد من المشاهير في مجالات أخرى عديدة.

### من مشاهير الخريجين
- تيري أندرسون، مراسل صحفي ورهينة سابق لدى حزب الله اللبناني.
- جورج واشنطن كارفر، عالم نبات، هو أول طالب وأستاذ إفريقي أمريكي بالجامعة.
- جون قرنق، زعيم الحركة الشعبية لتحرير السودان والنائب الأول لرئيس الجمهورية السوداني سابقًا.
- نوال المتوكل، عداءة فازت بميدالية ذهبية في أولمبياد لوس انجلوس 1984 في سباق 400 متر حواجز

### من مشاهير أساتذة ومديري الجامعة
- إلسا مورانو، رئيسة جامعة تكساس إيه آند إم
- ثيودر شولتز، الحائز على جائزة نوبل في العلوم الاقتصادية سنة 1979
- دانيال شيختمان، الحائز على جائزة نوبل في الكيمياء لعام 2011

## وصلات خارجية
- الموقع الرسمي للجامعة